# يوجين كيلي
يوجين كيلي (بالإنجليزية: Eugene Kelly)‏ هو كاتب أغاني بريطاني، ولد في 1965 في Calton, Glasgow ‏ في المملكة المتحدة.

## وصلات خارجية
- يوجين كيلي على موقع IMDb (الإنجليزية)
- يوجين كيلي على موقع ميوزك برينز (الإنجليزية)
- يوجين كيلي على موقع ديسكوغز (الإنجليزية)